# Corydoras ourastigma
Corydoras ourastigma är en fiskart som beskrevs av Han Nijssen 1972. Corydoras ourastigma ingår i släktet Corydoras och familjen Callichthyidae. Inga underarter finns listade i Catalogue of Life.